# When a Stranger Calls (2006)
When a Stranger Calls is een Amerikaanse horrorfilm uit 2006 onder regie van Simon West. De productie is een remake van de gelijknamige film uit 1979.

## Verhaal
De zestienjarige Jill is gestraft omdat ze over de minuten van haar belkrediet zat: ze mag een week niet uitgaan en telefoneren wordt haar ontzegd. Wanneer ze aankomt bij het grote afgelegen huis van het rijke gezin waar ze gaat oppassen, liggen de kinderen al in bed. De oudste zoon van het gezin studeert en verblijft soms in het gastenverblijf. Als ze later op de avond elk kwartier een hijger aan de vaste lijn krijgt, denkt ze eerst dat het een grap is van iemand van haar school. Haar ex-vriendje geeft aan de telefoon toe dat iemand haar eenmaal voor de grap gebeld heeft en Jill begint zich zorgen te maken.
Haar vriendin Tiffany komt langs, maar Jill stuurt haar meteen terug wandelen, omdat ze enkel uit is op drank. Ondertussen blijkt de inwonende huishoudster Rosa nergens meer te bespeuren, alhoewel haar handtas en haar auto er nog staan. De telefoon gaat weer af en de stem zegt: "Ben je bij de kinderen gaan kijken?"
Bang gaat Jill bij de kinderen kijken. Alles lijkt in orde te zijn en ze gaat terug naar beneden. De telefoon gaat alweer af en de stem vraagt: "Is alles goed met de kinderen?" Beseffend dat de persoon die haar belt haar kan zien, belt ze de politie die haar belooft een patrouillewagen te sturen, maar deze zal er pas over twintig minuten zijn. De politie zegt dat ze de hijger een minuut aan de lijn moet houden zodat ze hem kunnen traceren. Wanneer ze Rosa gaat zoeken, vindt ze het lijk van Tiffany in Rosa's badkamer. Wanneer op dat moment de telefoon gaat, blijkt het de politie te zijn met de melding dat ze meteen uit het huis moet gaan omdat ze vanuit het huis door de hijger wordt gebeld.
Ze gaat op zoek naar de kinderen maar kan hen eerst niet vinden. Dan vindt ze de kinderen in een speelgoedkist en neemt ze mee naar de binnentuin, terwijl de man hen op de hielen zit. De kinderen verstoppen zich in de struiken en Jill in de vijver. De man vindt haar en ze vlucht terug naar binnen, waar het tot een gevecht komt en de man haar tegen de vloer klemt. Jill gooit een fles sterke drank in de open haard en steekt deze vervolgens met de afstandsbediening aan. De alcohol ontvlamt, waardoor de man haar moet lossen en ze naar buiten rent, recht in de armen van de net aangekomen politie. De man wordt ingerekend en hij blijkt een seriemoordenaar te zijn die het op jonge vrouwen heeft gemunt, die hij eerst een tijd stalkt en daarna vermoordt. Uiteindelijk belandt Jill in het ziekenhuis en daar ziet ze de seriemoordenaar in de spiegel. Schreeuwend wordt ze wakker waarbij de arts en haar vader wanhopig proberen haar te kalmeren.

## Rolverdeling
- Camilla Belle als Jill Johnson
- Tommy Flanagan als The Stranger
- Katie Cassidy als Tiffany Madison
- Tessa Thompson als Scarlet
- Brian Geraghty als Bobby
- Clark Gregg als Ben Johnson
- Derek de Lint als Dr. Mandrakis
- Kate Jennings Grant als Kelly Mandrakis
- David Denman als Officer Burroughs
- Arthur Young als Will Mandrakis
- Madeline Carroll als Alison Mandrakis
- Steve Eastin als Detective Hines
- John Bobek als Officer Lewis
- Lance Henriksen als de stem van The Stranger